# ウラジーミル・フョードロフ (サッカー選手)
ウラジーミル・イヴァノヴィチ・フョードロフ (ラテン文字: Vladimir Ivanovich Fyodorov、ロシア語: Владимир Иванович Фёдоров、1956年1月5日 - 1979年8月11日) はソビエト連邦のサッカー選手である。フョードロフはFCパフタコール・タシュケントでプレーし、1976年にはサッカーソビエト連邦代表の一員としてモントリオール五輪サッカー競技において銅メダルを獲得したが、1979年に起きた1979年ドニプロゼルジーンシク航空機空中衝突事故で亡くなった。

## 獲得タイトル
- 銅メダル: 1976

## 代表キャリア
フョードロフは1974年10月30日に行われたUEFA欧州選手権1976予選のアイルランド戦において、ソビエト連邦代表として初出場を果たした。また、フョードロフは1978 FIFAワールドカップのヨーロッパ予選にも出場している。 (ソビエト連邦は予選で敗退した。)